# Penny Barg
Penny Barg–Mager (11 april 1964) is een tennisspeelster uit de Verenigde Staten van Amerika.
In 1981 won Penny Barg de Orange Bowl.
Op Roland Garros 1982 verliest ze de meisjesfinale van de Bulgaarse Manuela Maleeva.
Op Wimbledon 1982 wint Barg met Beth Herr de meisjesfinale van landgenoten Gretchen Rush en Barbara Gerken. 
In 1982 speelt Barg voor het eerst op het hoofdtoernooi van een grandslam, op het damesdubbeltoernooi van de US Open. Ze haalt de kwartfinale, uiteindelijk ook haar beste resultaat op een grandslamtoernooi. Samen met Beth Herr wint ze ook de meisjesdubbelfinale van Bernadette Randall en Ann Hulbert. 